# Europese kampioenschappen boksen
De Europese kampioenschappen boksen worden tweejaarlijks georganiseerd door de Europese Boksbond (European Boxing Confederation, EUBC). Het toernooi voor mannen bestaat sinds 1925, toen de eerste officiële Europese kampioenschappen werden georganiseerd in Stockholm. Voor vrouwen bestaat het toernooi sinds 2001. 

## Gewichtsklassen
De Europese Boksbond heeft in 2021 het aantal gewichtsklassen verhoogd van tien naar dertien bij de mannen en van tien naar twaalf bij de vrouwen. Dit komt overeen met de gewichtsklassen die de Internationale Boksbond (IBA) sinds september 2021 gebruikt.
| Gewichtsklassen mannen | Limiet (kg) |
| ---------------------- | ----------- |
| Minimumgewicht         | 46 – 48     |
| Vlieggewicht           | 48 – 51     |
| Bantamgewicht          | 51 – 54     |
| Vedergewicht           | 54 – 57     |
| Lichtgewicht           | 57 – 60     |
| Halfweltergewicht      | 60 – 63,5   |
| Weltergewicht          | 63,5 – 67   |
| Halfmiddengewicht      | 67 – 71     |
| Middengewicht          | 71 – 75     |
| Halfzwaargewicht       | 75 – 80     |
| Cruisergewicht         | 80 – 86     |
| Zwaargewicht           | 86 – 92     |
| Superzwaargewicht      | + 92        |

| Gewichtsklassen vrouwen | Limiet (kg) |
| ----------------------- | ----------- |
| Minimumgewicht          | 45 – 48     |
| Lichtvlieggewicht       | 48 – 50     |
| Vlieggewicht            | 50 – 52     |
| Bantamgewicht           | 52 – 54     |
| Vedergewicht            | 54 – 57     |
| Lichtgewicht            | 57 – 60     |
| Halfweltergewicht       | 60 – 63     |
| Weltergewicht           | 63 – 66     |
| Halfmiddengewicht       | 66 – 70     |
| Middengewicht           | 70 – 75     |
| Halfzwaargewicht        | 75 – 81     |
| Zwaargewicht            | + 81        |

## Edities

### Mannen
| Jaar | Plaats       | Data             | Cat. |
| ---- | ------------ | ---------------- | ---- |
| 1925 | Stockholm    | 5–7 mei          | 8    |
| 1927 | Berlijn      | 16–30 mei        | 8    |
| 1930 | Boedapest    | 3–8 juni         | 8    |
| 1934 | Boedapest    | 11–15 april      | 8    |
| 1937 | Milaan       | 5–9 mei          | 8    |
| 1939 | Dublin       | 18–22 april      | 8    |
| 1942 | Breslau      | 20–25 januari    | 8    |
| 1947 | Dublin       | 12–17 mei        | 8    |
| 1949 | Oslo         | 13–18 juni       | 8    |
| 1951 | Milaan       | 14–19 mei        | 10   |
| 1953 | Warschau     | 18–24 mei        | 10   |
| 1955 | West-Berlijn | 27 mei–5 juni    | 10   |
| 1957 | Praag        | 25 mei–2 juni    | 10   |
| 1959 | Luzern       | 24–31 mei        | 10   |
| 1961 | Belgrado     | 3–10 juni        | 10   |
| 1963 | Moskou       | 26 mei–2 juni    | 10   |
| 1965 | Oost-Berlijn | 21–29 mei        | 10   |
| 1967 | Rome         | 25 mei–2 juni    | 10   |
| 1969 | Boekarest    | 31 mei–8 juni    | 11   |
| 1971 | Madrid       | 11–19 juni       | 11   |
| 1973 | Belgrado     | 1–9 juni         | 11   |
| 1975 | Katowice     | 1–8 juni         | 11   |
| 1977 | Halle        | 28 mei–5 juni    | 11   |
| 1979 | Keulen       | 5–12 mei         | 12   |
| 1981 | Tampere      | 2–10 mei         | 12   |
| 1983 | Varna        | 7–15 mei         | 12   |
| 1985 | Boedapest    | 25 mei–2 juni    | 12   |
| 1987 | Turijn       | 30 mei–7 juni    | 12   |
| 1989 | Athene       | 29 mei–3 juni    | 12   |
| 1991 | Göteborg     | 7–12 mei         | 12   |
| 1993 | Bursa        | 6–12 september   | 12   |
| 1996 | Vejle        | 30 maart–7 april | 12   |
| 1998 | Minsk        | 17–24 mei        | 12   |
| 2000 | Tampere      | 13–21 mei        | 12   |
| 2002 | Perm         | 12–21 juli       | 12   |
| 2004 | Pula         | 19–29 februari   | 11   |
| 2006 | Plovdiv      | 13–23 juli       | 11   |
| 2008 | Liverpool    | 5–15 november    | 11   |
| 2010 | Moskou       | 4–13 juni        | 11   |
| 2011 | Ankara       | 17–24 juni       | 10   |
| 2013 | Minsk        | 1–8 juni         | 10   |
| 2015 | Samokov      | 6–15 augustus    | 10   |
| 2017 | Charkiv      | 14–26 juni       | 10   |
| 2019 | Minsk        | 21–30 juni       | 10   |
| 2022 | Jerevan      | 21–31 mei        | 13   |

### Vrouwen
| Jaar | Plaats               | Data            | Cat. |
| ---- | -------------------- | --------------- | ---- |
| 2001 | Saint-Amand-les-Eaux | 10–14 april     | 11   |
| 2003 | Pécs                 | 11–17 mei       | 13   |
| 2004 | Riccione             | 3–10 oktober    | 13   |
| 2005 | Tønsberg             | 8–15 mei        | 13   |
| 2006 | Warschau             | 3–10 september  | 13   |
| 2007 | Vejle                | 15–20 oktober   | 13   |
| 2009 | Mykolajiv            | 14–21 september | 11   |
| 2011 | Rotterdam            | 17–22 oktober   | 10   |
| 2014 | Boekarest            | 31 mei–7 juni   | 10   |
| 2016 | Sofia                | 14–24 november  | 10   |
| 2018 | Sofia                | 4–13 juni       | 10   |
| 2019 | Alcobendas           | 24–31 augustus  | 10   |
| 2022 | Budva                | 5–17 oktober    | 12   |